# Бад Вурцах
Бад Вурцах (њем. Bad Wurzach) град је у њемачкој савезној држави Баден-Виртемберг. Једно је од 39 општинских средишта округа Равенсбург. Према процјени из 2010. у граду је живјело 14.373 становника. Посједује регионалну шифру (AGS) 8436010.

## Географски и демографски подаци
Бад Вурцах се налази у савезној држави Баден-Виртемберг у округу Равенсбург. Град се налази на надморској висини од 654 метра. Површина општине износи 182,3 km². У самом граду је, према процјени из 2010. године, живјело 14.373 становника. Просјечна густина становништва износи 79 становника/km².

## Међународна сарадња
| Мјесто | Држава    | Врста сарадње | Од    |
| ------ | --------- | ------------- | ----- |
|        | Француска | партнерство   | 1988. |
| Извор  |           |               |       |